# Setanta
Setanta is een geslacht van insecten uit de orde vliesvleugeligen (Hymenoptera) en de familie Ichneumonidae.

## Soorten
- S. abita (Cresson, 1873)
- S. albitarsis Heinrich, 1974
- S. apicalis (Uchida, 1926)
- S. birmanica Heinrich, 1974
- S. caerulea (Brulle, 1846)
- S. centrosa (Cresson, 1868)
- S. compta (Say, 1835)
- S. chichimeca (Cresson, 1868)
- S. decorosa (Cresson, 1868)
- S. dura (Cresson, 1874)
- S. formosana (Uchida, 1926)
- S. guatemalensis (Cameron, 1885)
- S. himalayensis (Cameron, 1905)
- S. maculosa (Smith, 1879)
- S. malinensis Heinrich, 1934
- S. nedumalba Heinrich, 1974
- S. nigricans (Uchida, 1926)
- S. nigrifrons (Uchida, 1926)
- S. opacula (Cresson, 1874)
- S. parsimonica (Cameron, 1885)
- S. rufipes Cameron, 1901
- S. urumuchiensis Yu & Sheng, 1994